# Yuto Misao
Yuto Misao (født 16. april 1991) er en japansk fodboldspiller.
Han har spillet for flere forskellige klubber i sin karriere, herunder Shonan Bellmare og Kashima Antlers.